# Episodi di Royal Playhouse (seconda stagione)
La seconda stagione della serie televisiva Royal Playhouse (Fireside Theater) è andata in onda negli Stati Uniti dal 6 settembre 1949 al 27 giugno 1950 sulla NBC.
| nº | Titolo originale                         | Prima TV USA      | Titolo italiano | Prima TV Italia |
| -- | ---------------------------------------- | ----------------- | --------------- | --------------- |
| 1  | Smooth Fingers/Germelshausen             | 6 settembre 1949  |                 |                 |
| 2  | Vain Glory/Out on the River              | 20 settembre 1949 |                 |                 |
| 3  | The Spy/The Postmistress of Laurel Rim   | 27 settembre 1949 |                 |                 |
| 4  | Like Money in the Bank/Magic Skin        | 4 ottobre 1949    |                 |                 |
| 5  | Scream in the Night/Troubled Harbor      | 11 ottobre 1949   |                 |                 |
| 6  | Bandit, Banker and Blonde/The Wall       | 18 ottobre 1949   |                 |                 |
| 7  | Heartbeat/Mardi Gras                     | 25 ottobre 1949   |                 |                 |
| 8  | Checkmate/Solange                        | 1º novembre 1949  |                 |                 |
| 9  | Night Owl/Another Road                   | 8 novembre 1949   |                 |                 |
| 10 | Stagecoach Driver McLean/Cowboy's Lament | 15 novembre 1949  |                 |                 |
| 11 | The Room/Epilogue                        | 29 novembre 1949  |                 |                 |
| 12 | Sealed Orders/Battle Scene               | 6 dicembre 1949   |                 |                 |
| 13 | The Pardoner's Tale                      | 13 dicembre 1949  |                 |                 |
| 14 | The Doll/The Bet                         | 20 dicembre 1949  |                 |                 |
| 15 | The Gauntlet/Threshold                   | 27 dicembre 1949  |                 |                 |
| 16 | Judas                                    | 3 gennaio 1950    |                 |                 |
| 17 | The Devil's Due/Rendezvous               | 10 gennaio 1950   |                 |                 |
| 18 | The Golden Ball/Just Three Words         | 17 gennaio 1950   |                 |                 |
| 19 | Confession/Reprieve                      | 24 gennaio 1950   |                 |                 |
| 20 | Of Thee I Love/Double Jeopardy           | 31 gennaio 1950   |                 |                 |
| 21 | The Imp in the Bottle/The Stronger       | 7 febbraio 1949   |                 |                 |
| 22 | The Shot/The Bed by the Window           | 14 febbraio 1950  |                 |                 |
| 23 | Anniversary/Jungle Terror                | 21 febbraio 1950  |                 |                 |
| 24 | A Terribly Strange Bed/The Stronger      | 28 febbraio 1950  |                 |                 |
| 25 | Germelshausen/Sealed Orders              | 7 marzo 1950      |                 |                 |
| 26 | The General's Coat/Vain Glory            | 14 marzo 1950     |                 |                 |
| 27 | The Leather Heart                        | 21 marzo 1950     |                 |                 |
| 28 | The Bunker                               | 28 marzo 1950     |                 |                 |
| 29 | Episodio 2x29                            | 4 aprile 1950     |                 |                 |
| 30 | The Tangled Web                          | 11 aprile 1950    |                 |                 |
| 31 | No Strings Attached                      | 18 aprile 1950    |                 |                 |
| 32 | Boys Will Be Men                         | 25 aprile 1950    |                 |                 |
| 33 | Operation Mona Lisa                      | 2 maggio 1950     |                 |                 |
| 34 | The Parasol                              | 9 maggio 1950     |                 |                 |
| 35 | Hired Girl                               | 16 maggio 1950    |                 |                 |
| 36 | Big Ben                                  | 23 maggio 1950    |                 |                 |
| 37 | Man Without a Country                    | 30 maggio 1950    |                 |                 |
| 38 | The Human Touch/The Assassin             | 6 giugno 1950     |                 |                 |
| 39 | Dinner for Three/The Devil's Due         | 13 giugno 1950    |                 |                 |
| 40 | The Courting of Belle/Rendezvous         | 20 giugno 1950    |                 |                 |
| 41 | The Ear                                  | 27 giugno 1950    |                 |                 |

## Smooth Fingers/Germelshausen
- Diretto da:
- Scritto da:

### Trama
- Interpreti:

## Vain Glory/Out on the River
- Diretto da:
- Scritto da:

### Trama
- Interpreti:

## The Spy/The Postmistress of Laurel Rim
- Diretto da:
- Scritto da:

### Trama
- Interpreti:

## Like Money in the Bank/Magic Skin
- Diretto da:
- Scritto da:

### Trama
- Interpreti:

## Scream in the Night/Troubled Harbor
- Diretto da:
- Scritto da:

### Trama
- Interpreti:

## Bandit, Banker and Blonde/The Wall
- Diretto da:
- Scritto da:

### Trama
- Interpreti:

## Heartbeat/Mardi Gras
- Diretto da:
- Scritto da:

### Trama
- Interpreti: Richard Hart (segment "Heartbeat")

## Checkmate/Solange
- Diretto da:
- Scritto da:

### Trama
- Interpreti:

## Night Owl/Another Road
- Diretto da:
- Scritto da:

### Trama
- Interpreti:

## Stagecoach Driver McLean/Cowboy's Lament
- Diretto da:
- Scritto da:

### Trama
- Interpreti:

## The Room/Epilogue
- Diretto da:
- Scritto da:

### Trama
- Interpreti:

## Sealed Orders/Battle Scene
- Diretto da:
- Scritto da:

### Trama
- Interpreti:

## The Pardoner's Tale
- Diretto da:
- Scritto da:

### Trama
- Interpreti:

## The Doll/The Bet
- Diretto da:
- Scritto da:

### Trama
- Interpreti: Sherry Jackson (Little Girl)

## The Gauntlet/Threshold
- Diretto da:
- Scritto da:

### Trama
- Interpreti:

## Judas
- Diretto da:
- Scritto da:

### Trama
- Interpreti: Jay Barney, Robert Cavendish, Jimmie Dodd, Gertrude Michael, William Pullen, Alice Ralph, Ann Savage, George Wallace, Frank Wisbar (se stesso  - presentatore)

## The Devil's Due/Rendezvous
- Diretto da:
- Scritto da:

### Trama
- Interpreti: Jim Anderson, Douglass Dumbrille, Irene Vernon

## The Golden Ball/Just Three Words
- Diretto da:
- Scritto da:

### Trama
- Interpreti: Eve Miller (Mary), George Nader (George)

## Confession/Reprieve
- Diretto da:
- Scritto da:

### Trama
- Interpreti: John Warburton (segment "Confession")

## Of Thee I Love/Double Jeopardy
- Diretto da:
- Scritto da:

### Trama
- Interpreti:

## The Imp in the Bottle/The Stronger
- Diretto da:
- Scritto da:

### Trama
- Interpreti: Clark Howat (segment 'The Imp in the Bottle')

## The Shot/The Bed by the Window
- Diretto da:
- Scritto da:

### Trama
- Interpreti:

## Anniversary/Jungle Terror
- Diretto da:
- Scritto da:

### Trama
- Interpreti: Mack Williams (segment "Jungle Terror")

## A Terribly Strange Bed/The Stronger
- Diretto da:
- Scritto da:

### Trama
- Interpreti:

## Germelshausen/Sealed Orders
- Diretto da:
- Scritto da:

### Trama
- Interpreti:

## The General's Coat/Vain Glory
- Diretto da:
- Scritto da:

### Trama
- Interpreti: John Baer, Joe Bailey, Shirley DeArmit, Wilton Graff, Art Millan, John Mitchum, Norbert Schiller, Marjorie Stapp

## The Leather Heart
- Diretto da:
- Scritto da:

### Trama
- Interpreti: Wilton Graff, Art Millan, Irene Vernon

## The Bunker
- Diretto da:
- Scritto da:

### Trama
- Interpreti: John Mitchum, Dick Wessel, Elaine White

## Episodio 2x29
- Diretto da:
- Scritto da:

### Trama
- Interpreti: Peter Brocco, Ralph Byrd, Nolan Leary, Marion Martin, Nino Pipitone

## The Tangled Web
- Diretto da:
- Scritto da:

### Trama
- Interpreti: Byron Foulger, Basil Tellou, Alan Wells

## No Strings Attached
- Diretto da:
- Scritto da:

### Trama
- Interpreti: Wilton Graff, Gertrude Michael, Reginald Sheffield, John Warburton, Frank Wisbar (se stesso  - presentatore)

## Boys Will Be Men
- Diretto da:
- Scritto da:

### Trama
- Interpreti: Ken Harvey, Stephen Salina (Man)

## Operation Mona Lisa
- Diretto da:
- Scritto da:

### Trama
- Interpreti: Ralph Byrd, Marian Martin, Nino Pipitone, Peter Brocco, Curt Bois, Alphonse Martell, Guy De Vestel, Nolan Leary, William Pullen, Louis Mercier

## The Parasol
- Diretto da:
- Scritto da:

### Trama
- Interpreti: Francis Ford, John Mitchum

## Hired Girl
- Diretto da:
- Scritto da:

### Trama
- Interpreti: James Anderson, Edna Holland, Shirley Jones, Beverly Washburn, Patricia Wright

## Big Ben
- Diretto da:
- Scritto da:

### Trama
- Interpreti:

## Man Without a Country
- Diretto da:
- Scritto da:

### Trama
- Interpreti: John Warburton (ufficiale Lt. Philip Nolan), June Lang (Clara Rutledge), Ralph Byrd (maggiore Dearborn / Dearborn Jr.), Harry Lauter (ensign Brooks / Immigrant), Stephen Roberts (capitano Grant), Lester Matthews (Immigration Judge), Reginald Sheffield (capitano Brinkman), Russell Hicks (colonnello Morgan), Everett Glass (Secretary of War), Tudor Owen (capitano), Jimmie Dodd (marinaio), Russell Johnson (marinaio), Leonard Mudie (Inquiry), William Pullen (capitano Reeder), Maurice Marsac (Duval), Bill Erwin (dottore), Art Millan, Frank Wisbar (se stesso  - presentatore)

## The Human Touch/The Assassin
- Diretto da:
- Scritto da:

### Trama
- Interpreti: Albert Dekker (segment "The Human Touch")

## Dinner for Three/The Devil's Due
- Diretto da:
- Scritto da:

### Trama
- Interpreti: John Archer (segment "Dinner for Three"), Fay Baker (segment 'Dinner for Three'), Douglass Dumbrille

## The Courting of Belle/Rendezvous
- Diretto da:
- Scritto da:

### Trama
- Interpreti: John Anderson, Art Millan, John Mitchum, Irene Vernon

## The Ear
- Diretto da:
- Scritto da:

### Trama
- Interpreti: Whit Bissell, Frank Pharr